# Vix (Vendée)
Vix település Franciaországban, Vendée megyében. Lakosainak száma 1829 fő (2022. január 1.). Vix Saint-Jean-de-Liversay, Taugon, Doix-lès-Fontaines, Le Gué-de-Velluire, L’Île-d’Elle, Maillé, Montreuil és Les Velluire-sur-Vendée községekkel határos.

## Népesség
A település népessége az elmúlt években az alábbi módon változott:
| Lakosok száma | 1793 | 1802 | 1826 | 1788 | 1796 | 1809 | 1821 | 1822 | 1829 |
|               | 2013 | 2015 | 2016 | 2017 | 2018 | 2019 | 2020 | 2021 | 2022 |